# استیسی کانینگام
استیسی کانینگام (انگلیسی: Stacey Cunningham؛ زادهٔ ۱۹۷۴) بانکدار و مدیر اجرایی آمریکایی است، که در حال حاضر به‌عنوان ۶۷مین رئیس بازار بورس نیویورک فعالیت می‌کند. وی دانش‌آموخته کارشناسی مهندسی صنایع از دانشگاه لی‌های است و فعالیت در بورس نیویورک را از سال ۱۹۹۶ آغاز کرد. کانینگام پیش‌تر در فاصله سالهای ۲۰۰۵ تا ۲۰۱۲ مدیر بازارهای سرمایه بازار بورس نزدک بود.